# كأس الدوري الياباني 1996
كأس الدوري الياباني 1996 (باليابانية: 1996年のJリーグカップ) هو الموسم 4 من كأس الدوري الياباني. أشرف على تنظيمه دوري الدرجة الأولى الياباني، وكان عدد الأندية المشاركة فيه 20، وفاز فيه شيميزو إس-بولس.